# Franz Heinrich von Rigal

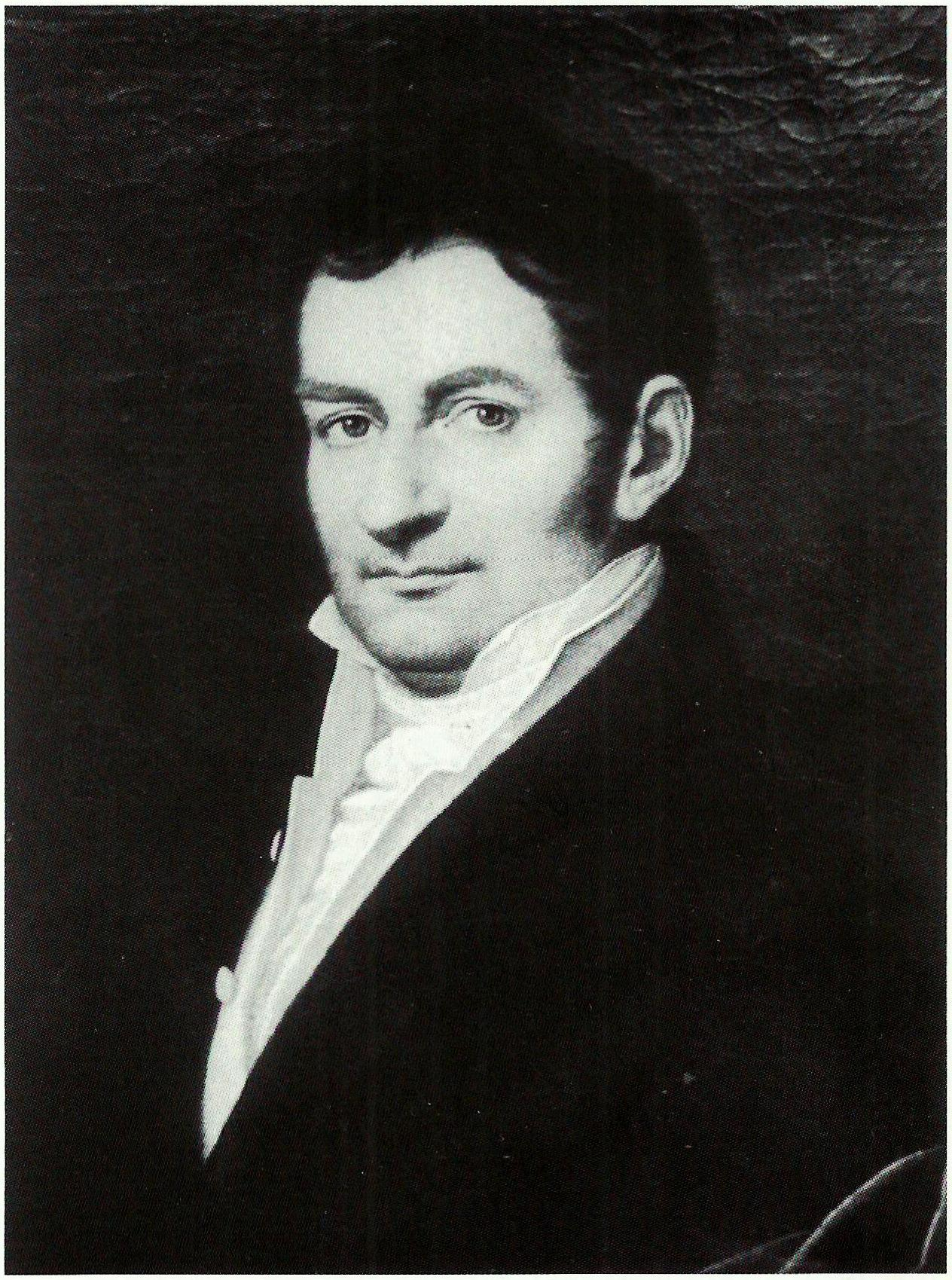
Franz Heinrich von Rigal, Ölgemälde von Caroline Bardua (1828)

Franz Heinrich Freiherr von Rigal (* 17. August 1785 in Krefeld; † 13. Mai 1852 in Bonn) war ein deutscher Unternehmer.

## Leben
Von Rigal entstammte einer seit dem 17. Jahrhundert nachweislichen Hugenottenfamilie, die nach dem Edikt von Fontainebleau (1685) in die Schweiz geflohen war und sich um 1699 in Neuhaldensleben bei Magdeburg niedergelassen hatte. Franz Heinrichs Großvater Jean Pierre Rigal (1688–1769) war in Amsterdam und Stuttgart tätig und hatte im Auftrag des pfälzischen Kurfürsten Karl Theodor in Heidelberg die erste pfälzische Seidenmanufaktur gegründet (später unter dem Namen Rigal jun. & Co. bekannt). Franz Heinrichs Vater und Teilhaber dieses Unternehmens, der kurfürstlich-pfälzische Hofkammerrat Louis Maximilian Rigal (1748–1830), hatte Heidelberg 1799 aufgrund seiner Heirat mit Maria Sibylle (auch Sibylla) Heydweiller (1752–1789), der Tochter eines der maßgeblichen Seidenfabrikanten in Krefeld, verlassen und war dort als Teilhaber in dessen Unternehmen eingetreten.:42 Franz Heinrich, ältester Sohn von Louis Maximilian und Maria Sibylle Rigal, wurde in Krefeld zunächst von Hauslehrern und später in einem Institut in Hamburg unterrichtet. Später verbrachte er einige Jahre bei seinem Vater in Paris, der dort Mitglied der Gesetzgebenden Nationalversammlung und Comte Sénateur war.
In Krefeld leitete Rigal die um 1808 von seinem Vater gegründete Firma L.M. Rigal. Dort heiratete er Henriette Sybille („Sibylla“) Heydweiller (1789–1869), über die er in den Besitz des Rittergutes Grunland in der Bürgermeisterei Orsoy gelangte.:43 Während der Franzosenzeit (1798–1814) war Rigal neben seiner unternehmerischen Tätigkeit adjoint du maire (Beigeordneter des Bürgermeisters) in Krefeld und später Kreisstand sowie stellvertretender (im Jahre 1832 vertretungsweiser) Landrat des Kreises Krefeld. 1828 wurde er von Friedrich Wilhelm III. in den preußischen Adelsstand und 1840 von Friedrich Wilhelm IV. aufgrund seines Besitzes des Ritterguts Grunland in den Freiherrnstand erhoben; in dieser Eigenschaft war von Rigal auch einer von 25 Vertretern der Ritterschaft im Provinziallandtag der Rheinprovinz. Zu dem ererbten Gut Grunland erwarb von Rigal die Besitzungen Husenhof, Streithof und Werthov sowie das Gut Götterswick bei Voerde (Niederrhein) hinzu.:43 Zum 1. Januar 1842 zog er sich aus dem Unternehmen Rigal-Heydweiller zurück.
Von Rigal und seine Frau Henriette Sibylle hatten vier Kinder, darunter drei Söhne, von denen zwei unverheiratet starben. Die Familie lebte im Winter in Krefeld und im Sommer auf dem Gut Grunland. Henriette Sibylle war Stifterin des Frauenvereins in Krefeld und wirkte aktiv an der Stiftung des Krankenhauses in der Stadt mit.:44 1846 zog das Ehepaar nach Bonn um. Dort stiftete die Familie einen nennenswerten Betrag für den Bau des evangelischen Friedrich-Wilhelm-Stifts (1852–1854), eines Armen-, Kranken- und Waisenhauses.:41 Die Ruhestätte des Ehepaars befindet sich auf dem Alten Friedhof Bonn mit einer Grabarchitektur von Friedrich von Schmidt.:44 Der Sohn Ludwig Maximilian Freiherr von Rigal-Grunland (1809–1885) folgte seinen Eltern nach Bonn; im benachbarten Godesberg ließ er 1849 die Villa Schloss Rigal und angrenzend von 1856 bis 1858 als Privatkapelle die Rigal’sche Kapelle erbauen.:44 Der Sohn Carl Hermann Freiherr von Rigal (1814–1884) war 1840/1841 auftragsweise Landrat des Kreises Krefeld.

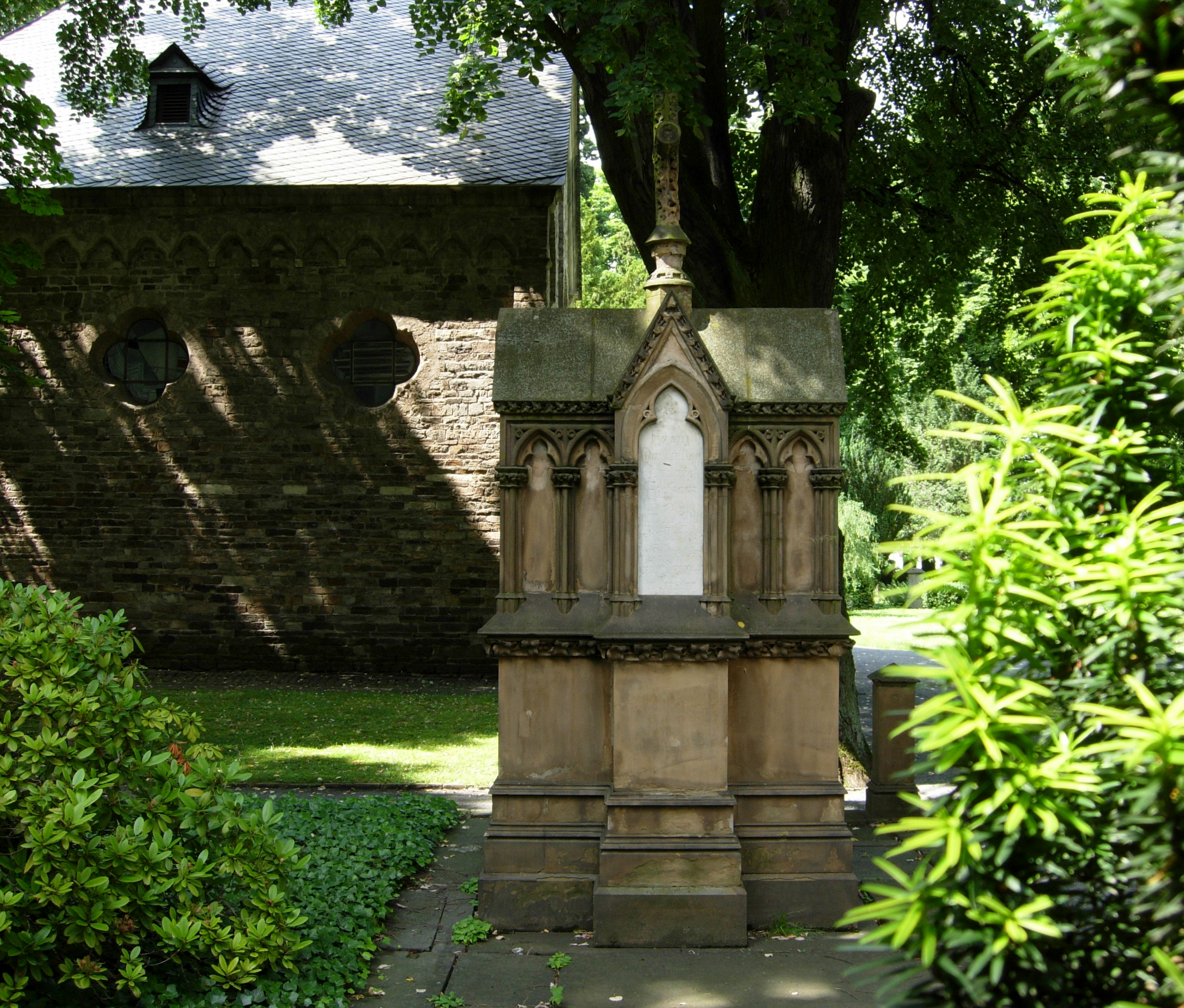
Grabarchitektur für die Familie von Rigal auf dem Alten Friedhof Bonn (2009)

### Villa von Rigal
1846 ließ sich von Rigal am Bonner Rheinufer eine Villa (zuletzt Coblenzerstraße 59) erbauen, die er mit seiner Frau bezog.:41 Nach dem Tod Rigals bewohnte die Witwe das Haus mit einem fünfköpfigen Haushalt (Stand: 1852) alleine. Spätestens nachdem auch sie 1869 verstorben war, übernahm ihr Sohn Ludwig Maximilian Freiherr von Rigal-Grunland das Anwesen.:44 1905/06 ließen die Enkel des Bauherrn, Franz Ludwig Maximilian und Maria Pauline Henriette verheiratete von Schloezer, die Villa abbrechen und das Gelände parzellieren sowie durch eine neu angelegte Straße (heutige Schaumburg-Lippe-Straße) von der heutigen Adenauerallee zum Rheinufer (Rathenauufer) erschließen.:41

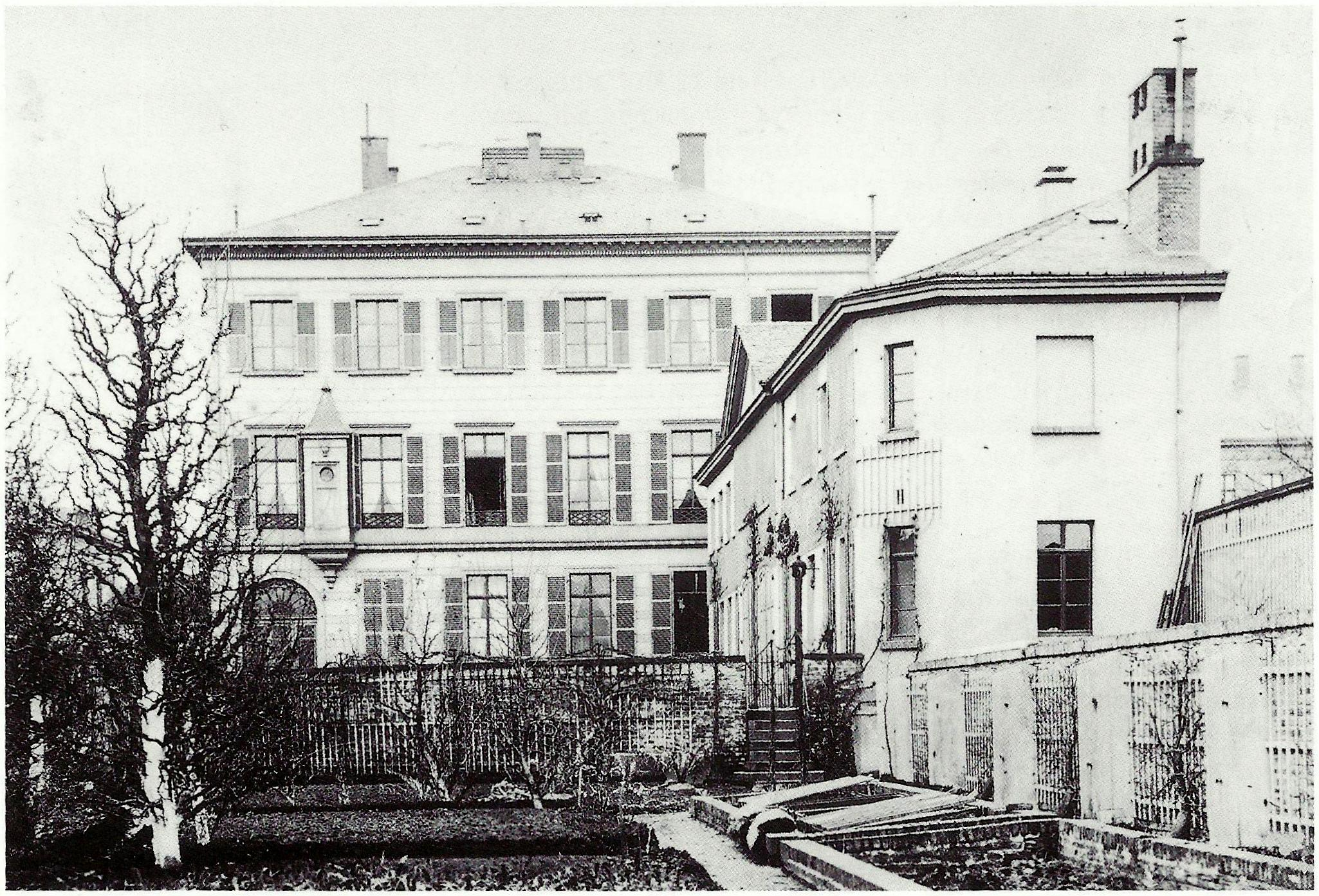
Villa von Rigal, Rheinfront (vor 1906)
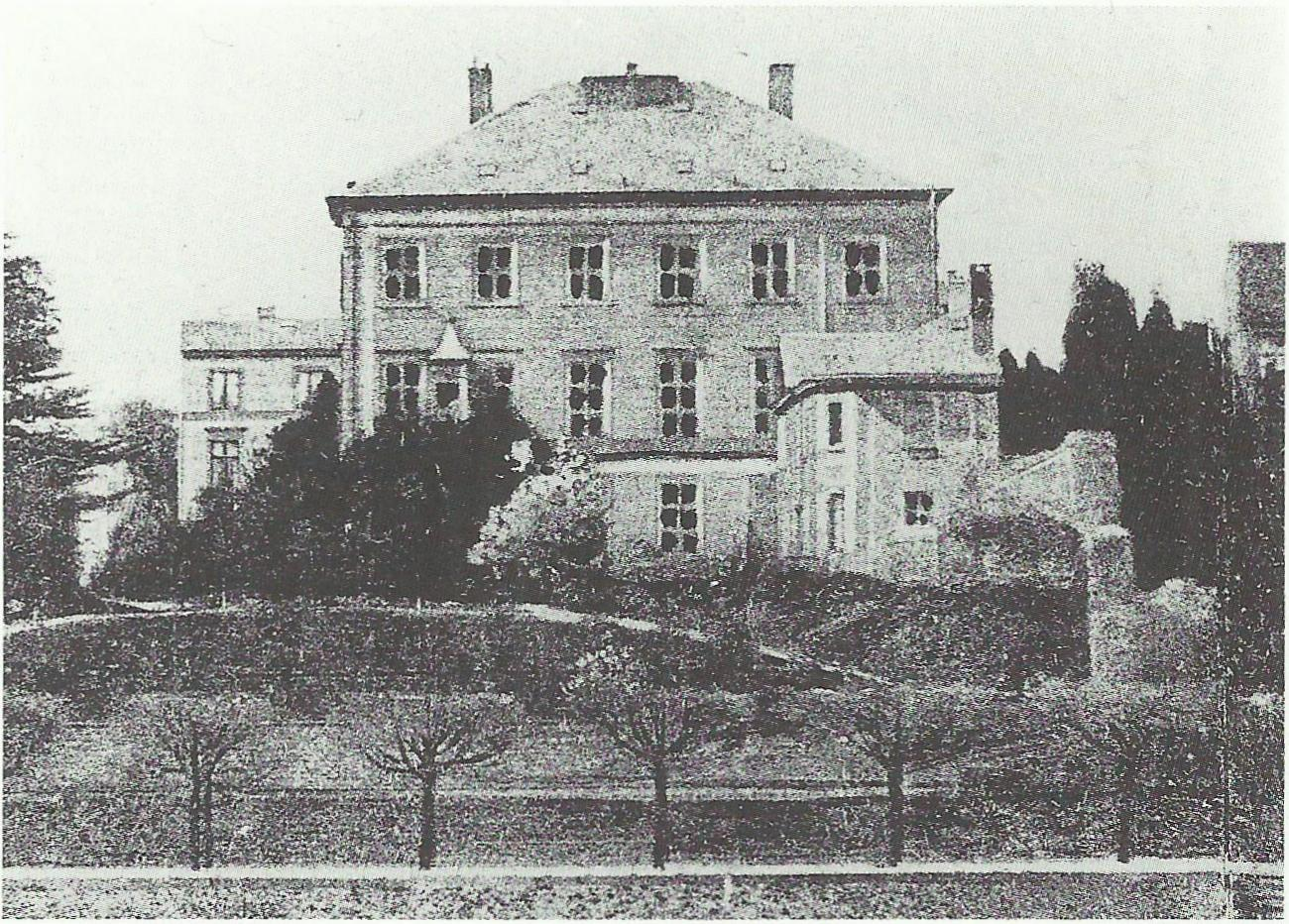
Villa von Rigal, Rheinfront (um 1905)